# Phrynium paniculatum
Phrynium paniculatum là một loài thực vật có hoa trong họ Marantaceae. Loài này được N.P.Balakr. miêu tả khoa học đầu tiên năm 1978.